# Rakeback
Rakeback betyder att man får tillbaka en del av den rake, eller avgift, som ett företag som tillhandahåller poker tar ut från varje pott som spelas. Vissa pokersajter erbjuder rakeback direkt till sina kunder som en slags bonus, och storleken på denna varierar beroende på hur aktiv spelaren är på den aktuella pokersajten.
Det vanligaste är dock att pokersajter erbjuder ersättning till de personer som värvar nya kunder till pokersajten. Denna ersättning kan ges i form av en viss procentandel av den totala rake som den värvade kunden inbringar, oftast när eventuell utnyttjad bonus är avräknad. Denna procentandel ökar i regel med större volymer av värvade kunder. Den affiliate som värvar många kunder kan därför erbjuda kunden den större delen av denna ersättning i form av rakeback, och samtidigt göra vinst genom att behålla marginalen på några procent.
Det finns olika former av rakeback. Rakerebate ges som en procentandel av den faktiska rake som spelaren bidrar med själv. Rakeshare ges som en procentandel av den totala rake som alla spelare runt bordet bidrar med. Rakeback erbjuds av många affiliates och det gäller att hitta en pålitlig sådan eftersom det är i det närmaste omöjligt att hävda sin rätt gentemot en sådan som inte sköter sig. Det går inte att värvas till en pokersajt som man redan är kund hos. Därför är det oftast endast möjligt att få rakeback om man är en ny kund hos pokersajten.